# 大脑中的猫
《大脑中的猫》（義大利語：Un gatto nel cervello (I volti del terrore)）是一部1990年的意大利恐怖電影，由卢乔·富尔奇编剧并执导。富尔奇在片中扮演虚构的自己——饱受折磨的恐怖片导演，在镜头前和生活中都被暴力幻象所困扰。富尔奇感到自己正在失去对现实的掌控、被谋杀幻想所困扰时，向一位心理治疗师求助，不料这位治疗师其实是个连环杀手，利用催眠术操纵他，将他的脆弱转化为自己实施谋杀的工具。
《大脑中的猫》被誉为恐怖电影界的《八部半》（费德里柯·费里尼执导），融入了犬儒主義和“大剧院”（Grand Guignol）的幽默元素。富尔奇将其早期多部恐怖电影中的血腥片段进行拼接，进而拍摄了一个独立的情节，借助文森佐·托马西（Vincenzo Tomassi）的剪辑，将这些片段编织成一部展现恐怖片制作对心理影响的故事。

## 剧情
卢乔·富尔奇（由本人饰演）是一名由医生转行的血腥恐怖电影导演。他刚完成一天的拍摄工作，最新的电影是《触摸死亡》。富尔奇离开了位于奇尼奇塔影城的片场，前往街角的一家餐厅。餐厅服务员认出了他，推荐了他惯常点的餐点。然而，当富尔奇看到样品盘里的肉时，他立刻想起了之前拍摄的一场食人戏。受到惊吓的他没有点餐就离开了餐厅。稍后，在检查另一部电影的特效时，富尔奇烦躁地对一名技术员大发雷霆，要求将一盘动物眼球移开。
回到位于罗马郊区的家中后，这位焦虑的导演尝试入睡，但外面一名工人使用电锯的声音让他无法安眠，同时勾起了他最近拍摄的电锯场面的回忆。在怒火中，富尔奇冲出去，用斧头砸坏了工人用来装油漆的罐子。随后，他前往心理学家埃贡·施瓦茨教授的诊所进行咨询。施瓦茨教授表示，富尔奇正在“打破电影和现实之间的界限”。
富尔奇实际上同时在拍摄两部电影：《触摸死亡》和《罪恶鬼堡》。离开片场后，制片人安排他接受一家慕尼黑新闻团队的采访。当富尔奇看到高挑的金发德国女记者的长腿时，他突然幻象了一场发生在纳粹德国的性放纵场景（源自《罪恶鬼堡》）。当他从幻象中恢复过来时，制片人菲利普告诉他，他刚刚大闹一场，砸坏了摄制组的摄像机，还想要撕扯采访者的衣服。
施瓦茨教授在观看了富尔奇的所有电影后，叫他来进行另一次咨询，还建议尝试催眠术。当富尔奇进入催眠状态时，教授的真实意图暴露了。他打开一个蜂鸣装置，开始实施一个疯狂的计划：“听到这个声音时，你会完全服从我的指令。你将逐渐陷入疯狂，认为自己犯下了可怕的罪行。”催眠结束后，富尔奇什么也记不得，而施瓦茨则开始了他的杀人狂潮，从一名当地妓女开始下手。富尔奇无意中到达了案发现场，以为自己是凶手。
第二天早上，富尔奇被自己电影中的暴力场景所困扰。他驾车出门，施瓦茨尾随其后继续作案，而富尔奇再次误以为自己是凶手。他产生了撞死一个流浪汉的幻觉（源自《触摸死亡》中的场景）。回家后，他打电话给警察局，希望向朋友加布里埃利探长“坦白”，但得知加布里埃利正在度假。
再次拜访施瓦茨教授并未得到任何帮助后，富尔奇决定开车去加布里埃利家与他当面交谈。施瓦茨带着蜂鸣装置尾随他。在加布里埃利家，富尔奇被幻象所困，看到加布里埃利全家被杀的场景。加布里埃利随后回到家，向他保证家人正在撒丁岛度假，一切安好。
与此同时，施瓦茨用钢琴线杀死了自己的妻子。他继续尾随富尔奇，催眠他产生更多暴力幻象。富尔奇在一片田地里晕倒，醒来时发现一只猫正在刨开一具被草草掩埋的尸体。富尔奇刚刮去尸体上的泥土，加布里埃利探长便出现在他身后。在富尔奇试图申辩自己的清白时，加布里埃利告诉他，警方已经击毙了施瓦茨——在他们的谈话后，他下令手下跟踪富尔奇，最终抓到了这个疯癫的心理学家正在行凶的现行。
几个月后，富尔奇与护士莉莉乘着他的帆船“桃色響尾蛇”（以他的电影命名）出海。富尔奇跟随年轻的护士进入船舱，突然传来电锯的轰鸣声和她的尖叫声。富尔奇带着一篮子肢解的“尸块”从船舱里出来，将它们挂在鱼钩上。当人们以为富尔奇真的成了杀人狂时，镜头一转，这不过是他最新电影《大脑中的猫》的最后场景，由另一艘船上的摄制组拍摄完成。富尔奇告别剧组，高高兴兴地和安然无恙的女主角一起驶出了港口。

### 意大利版结局
在意大利语版本中，意大利发行商增加了另外一个结局：当富尔奇和女孩驶离码头时，音轨上出现了一声恐怖的尖叫，暗示富尔奇可能真的成了疯狂的杀手。

## 演员
- 卢乔·富尔奇 饰 自己
- 布雷特·哈尔西（Brett Halsey）饰 人形怪物（《触摸死亡》中的镜头）
- 大卫·L·汤普森（David L. Thompson）饰 埃贡·施瓦茨教授
- 杰弗里·肯尼迪（Jeoffrey Kennedy）饰 加布里埃利探长
- 玛丽莎·隆戈（Malisa Longo）饰 卡蒂亚·施瓦茨
- 丽娅·德·西蒙妮（Ria De Simone）饰 女高音（《触摸死亡》中的镜头）
- 萨莎·玛丽亚·达尔文（Sacha Maria Darwin）饰 烤箱里的女人（《触摸死亡》中的镜头）
- 罗伯特·埃贡（Robert Egon）饰 自己 / 第二人形怪物（《罪恶鬼堡》中的镜头）
- 希列特·安吉尔（Shillet Angel）饰 菲利普，制片人
- 卢布卡·伦兹（Lubka Lenzi）饰（《大屠杀》（Massacre，1989）中的镜头）
- 保罗·穆勒（Paul Muller）饰（《韩塞尔与葛雷特》（Hansel e Gretel，1989）中的镜头）
- 莫里斯·波利（Maurice Poli）饰（《别怕玛莎阿姨》（Non aver paura della zia Marta，1988）中的镜头）
- 文森佐·鲁兹（Vincenzo Luzzi）饰 电锯男
- 马尔科·迪·斯特凡诺（Marco Di Stefano）饰（《血腥恐惧症》（Bloody Psycho，1989）中的镜头）
- 莱拉·弗兰克（Layla Frank）
- 朱迪·莫罗（Judi Morrow）饰 护士莉莉[8]

## 制作
这部电影几乎完全在后期制作中完成，主要由卢乔·富尔奇两部当时较新的恐怖片《罪恶鬼堡》和《触摸死亡》（均于1988年上映）的片段拼接而成。此外，还包括几部由其他导演拍摄但富尔奇担任监督的恐怖片的片段：莱安德罗·卢凯蒂（Leandro Lucchetti）的《血腥恐惧症》（1989年）、乔瓦尼·西蒙内利（Giovanni Simonelli）的《韩塞尔与葛雷特》（1990年）、安德烈亚·比安奇（Andrea Bianchi）的《大屠杀》（1989年）以及马里奥·比安奇（Mario Bianchi）的《别怕玛莎阿姨》（1988年）。外围情节的拍摄主要集中在罗马奇尼奇塔影城及富尔奇的私人游艇“桃色響尾蛇”上进行。

## 上映
这部电影的原片于1990年8月8日在意大利首映。